# Ramsden Heath
Ramsden Heath – wieś w Anglii, w hrabstwie Essex, w dystrykcie Chelmsford. Leży 12 km na południe od miasta Chelmsford i 44 km na wschód od Londynu. W 2001 miejscowość liczyła 1665 mieszkańców.